# Paracucumaria thalassae
Paracucumaria thalassae is een zeekomkommer uit de familie Cucumariidae.
De wetenschappelijke naam van de soort werd in 1969 gepubliceerd door Gustave Cherbonnier.